# Дискография на Емануела
Дискографията на българската изпълнителка Емануела се състои от 4 студийни албума и 75 видеоклипа. Певицата работи с музикална компания „Ара Аудио-видео“ от 2006 до 2015 г. От 2015 г. има договор с „Пайнер“.

## Албуми

### Студийни албуми
Списък със студийни албуми 
| Заглавие           | Детайли за албума                                                        | Траклист |
| ------------------ | ------------------------------------------------------------------------ | --- |
| Запознай я с мен   | - Издаден: май 2008 - Издател: Ара Аудио-видео - Формат: MC, CD          | - Да си плащал - Аз - Мили мой, ангел мой - Нищо мъжко - Само за мен - Запознай я с мен - Предавам се (DJ Pantelis Istanbul Mix) - Миг поне - Дълго, сладко - Мили мой, ангел мой (DJ Pantelis ремикс) |
| Буря от емоции     | - Издаден: 30 септември 2010 - Издател: Ара Аудио-видео - Формат: CD     | - Досещай се сам - Данък любов (трио с Румънеца и Енчев) - Големите рога - Отзад мини - На повикване - Късам ти нервите - Духай - Мълчи и ме целувай - Празни думи - Всичко се връща - Аплодисменти за лъжеца - Нищо не знаеш (дует с Крум) - Празни думи (DJ Pantelis ремикс) - Всичко се връща (Deep Zone ремикс)                                     |
| Емануела           | - Издаден: 8 юли 2013 - Издател: Ара Аудио-видео, Ара Мюзик - Формат: CD | - Тръпката - Емануела (дует с Джордан) - Пълно перде - Пак скандал - Питам те последно (дует със Сердар Ортач) - Стой далече - За лека нощ - Преди употреба, прочети листовката - Крайна мярка - От моята уста (дует с Джордан) - Таралеж - Попитай за мен - Кой видял-видял (дует с Джина Стоева) - Ром-пом-пом                                        |
| Нотариално заверен | - Издаден: 25 октомври 2018 - Издател: Пайнер - Формат: CD               | - Гледай ме на снимка - Без чувства - Още те обичам (дует с Константин) - Нотариално заверен - Виновна - Пожелавам ти - Купих ти сърце (дует с Джордан) - Почти перфектен - 5,6,7,8 (дует с Галин) - Сменяй ме - Не ме заслужаваш (дует с Константин) - Като теб - Незабравима (ft. Мария Цветкова) - Съкровище (ft. Константин) - Да те имам - 20 лева |

### Видео албуми
Списък със видео албуми
| Заглавие | Детайли за албума                                                 | Траклист |
| -------- | ----------------------------------------------------------------- | --- |
| DVD Hits | - Издаден: 27 април 2009 - Издател: Ара Аудио-видео - Формат: DVD | - Да си плащал - Аз - На повикване - Запознай я с мен - Нищо мъжко - Мили мой, ангел мой - Мили мой, ангел мой (ремикс) - Предавам се - Празни думи (ремикс) - Дълго, сладко - Миг поне - Късам ти нервите (live) - Празни думи - Късам ти нервите - Самодивско цвете - Василке, млада невесто |

## Песни извън албум
- Василке, млада невесто (2007)
- Самодивско цвете (2007)
- Стига пък ти (2009)
- Катастрофа (2009)
- Нямам забележка (2013)
- Не безпокойте (2014)
- Трий ме (2014)
- Гъзар бъди (2014)
- Направи така (2018)
- Скъпото се плаща (2019)
- Я се успокой (дует с Илиян) (2019)
- Предател (2019)
- Аре, дърпай (2019)
- Вечно свързани (2019)
- Бензин (дует с Ариа) (2020)
- Мамино синче (дует с Джия) (2020)
- Граници/Den Mporo (дует с Kyriacos Georgiou) (2020)
- Направо в коша (2021)
- В чуждите легла (2021)
- Дърпай я (дует с Теди Александрова) (2021)
- Подводница (2021)
- Изгубих те (дует със Syper Sa6) (2022)
- Ако тръгна (2022)
- Частно парти (дует с Антонио) (2022)
- Крипто (трио с Киара и Вая) (2022)
- Устните ти мръсни (2022)
- Към вратата (дует с Анелия) (2022)
- Първа лига (2023)
- Мъже милиарди (2023)
- Втори дом (2023)
- Свекървище (2023)
- Казах ти (2024)
- Без аналог (2024)
- Окадар (дует с DJ Дамян) (2024)
- Сиромах (2024)
- Мазаляк (с участието на Monkey) (2024)
- Мамино синче (самостоятелна версия) (2025)
- Сините те очи (2025)
- Дъното копай (дует с Теди Александрова) (2025)